# Липенский аильный округ
Липенский аильный округ (аймак) — административная единица в Джети-Огузском районе Иссык-Кульской области Кыргызстана.
Код COATE — 41702 210 840 00 0

## Население
По данным переписи 2022 года, в аильном округе проживало 4 750 человек.

## Административное деление
В состав Липенского аильного округа ныне входят населённые пункты:
- Липенка
- Богатыровка
- Зелёный Гай
- Ичке-Булун

## Известные уроженцы
- Евдокия Борисовна Пасько — советская военная лётчица, штурман эскадрильи 46-го гвардейского ночного бомбардировочного авиационного полка, Герой Советского Союза, учёная в области механики, преподавательница высшей школы.

## Примечание
1. ↑  Государственный классификатор система обозначений объектов административно-территориальных и территориальных единиц Кыргызской республики. Архивная копия от 18 марта 2018 на Wayback Machine — Бишкек: Национальный статистический комитет Кыргызской республики, 2017.
2. ↑  Численность населения областей, районов, городов,поселков городского типа, айылных аймаков и айылов (сел) Кыргызской Республики Архивная копия от 10 ноября 2021 на Wayback Machine (на 2022 год).